# Insiderinformation
Insiderinformation är information rörande ett företags framtid som enbart personer inom företaget har tillgång till. Eftersom sådan information kan ha stark inverkan på företagets aktiekurs när den offentliggörs, har en person som besitter insiderinformation möjlighet att tjäna pengar genom att genomföra större transaktioner på börsen innan företagsexterna aktörer har möjlighet att veta vad som pågår. Det är emellertid olagligt att uträtta sådana affärer i Sverige, ifall dessa inte först anmäls till Finansinspektionen.